# Alternativní hip-hop
Alternativní hip-hop nebo alternativní rap je subžánr hip-hopu. Allmusic tento žánr definuje jako: "Alternativní rap odkazuje na skupiny, které odmítají tradiční stereotypy rapu, jak gangsta, bass, hardcore a party rap. Namísto toho spojují žánr s funkem a rockem - jazzem, soulem, reggae, country, electronikou či folkem". Často se v písních nachází vysoké vokály, někdy i screemo. Ve některých spíše rock rappových písníc jsou hlavním hudebním nástrojem bubny. 
Alternativní hip-hop pochází původně z USA, ale někteří umělci jako Gorillaz pocházejí ze Spojeného království. Mezi americké alternativní hip-hop interprety patří Talib Kweli, Mos Def, (i skupina se kterou začal, Black Star), Common, Nas, Kanye West, Tribe Called Quest, Jurassic 5 a Styles of Beyond nebo Twenty One Pilots.